# ISO/IEC 25040
ISO/IEC 25040 es un estándar perteneciente a la familia ISO/IEC 25000, concretamente a la división ISO/IEC 2504n, relacionada con el proceso de evaluación de productos software. Dicho proceso consta de una serie diferenciada de fases y considera las entradas a dicho proceso, las restricciones y los recursos que se necesitan para obtener las salidas esperadas.

## Establecimiento de requisitos
En primer lugar, se deben establecer los objetivos de la evaluación del producto software (motivos de evaluación, verificación de productos, viabilidad del proyecto que se desarrolla...). Se diferencian las partes que intervienen (desarrolladores, clientes, proveedores...) y se hace la especificación de los requisitos que el producto final ha de tener y cumplir. Todo este proceso se documenta incluyendo los diagramas oportunos, la documentación de las pruebas a realizar, etc. Además, también se tienen en cuesta aspectos de riesgo como el económico.

## Especificación
A continuación, en la siguiente fase de especificación se eligen las métricas de calidad que se medirán, así como las herramientas que se emplearán para dichas mediciones. También incluye esta fase la especificación de qué manera se realizarán las mediciones (criterios concretos). Normalmente se trata de umbrales que sirven para determinar si la calidad es correcta o no. Será necesario incluir cómo se interpretan los resultados de las métricas una vez finalizado todo el proceso.

## Diseño
Se deben planificar las actividades de la evaluación teniendo en cuenta la disponibilidad de los recursos, tanto humanos como materiales, que puedan ser necesarios. En la planificación se debe tener en cuenta el presupuesto, los métodos de evaluación y estándares adaptados, las herramientas de evaluación, etc.
El plan de evaluación se revisará y actualizará proporcionando información adicional según sea necesario durante el proceso de evaluación.

## Ejecución
En esta fase se realizan las mediciones con las herramientas anteriormente descritas y se obtienen los valores. Estos datos se deberán registrar rigurosamente. Además, se aplicarán los criterios de decisión sobre las métricas. El resultado será tener una opinión acerca del modo en que el producto satisface los requisitos prefijados.

## Conclusión
Por último, la conclusión consiste en la revisión por parte de evaluador y cliente de los resultados obtenidos antes. De esta forma se puede detectar errores y hacer una revaloración. Esto incluye la redacción de informes donde conste detalladamente todo el proceso.
Esta revisión junto al cliente permite reajustes que permitan la mejora del proceso de evaluación. 